# Zacapala
Zacapala är en kommun i Mexiko.   Den ligger i delstaten Puebla, i den sydöstra delen av landet, 150 km sydost om huvudstaden Mexico City. Antalet invånare är 1 819. Arean är 393 kvadratkilometer.
Terrängen i Zacapala är kuperad.
Följande samhällen finns i Zacapala:
- Rancho Nuevo los Navarros
- Buenavista
- San Miguel de Allende
- Xintete